# Sofia Johansdotter Gyllenhielm
Sofia Elisabeth Johansdotter Gyllenhielm (née en 1556 ou 1559,  morte en juin 1583 à Reval) est la fille naturelle du roi de Suède Jean III et de sa maîtresse Katarina Hansdotter (1539-1596). Elle épouse en 1580 le général suédois, d'origine française, Pontus De la Gardie.

## Biographie
Sofia a passé sa petite enfance en Finlande, où vivait sa mère. En 1562, Katarina Hansdotter se voit retirer la garde de ses enfants au moment du mariage du roi Jean III avec la princesse Catherine Jagellon. De 1563 à 1567, pendant l'emprisonnement du futur roi Jean III à Gripsholm, la fratrie est prise en charge par le procureur Jöran Persson, alors au service du roi Eric XIV.
En 1576, elle entre à la cour de son père comme dame de compagnie, auprès de sa tante, la princesse Élisabeth de Suède, fille de Gustave Vasa. En 1577, elle est anoblie, ainsi que son frère Julius Johansson (1560-1581) et sa sœur Lucretia Johansdotter (1562-1585), par son père et reçoit le nom de Gyllenhielm. Elle quitte son emploi de dame de compagnie en janvier 1580 et épouse le général suédois Pontus De la Gardie dans l'église du château de Vadstena, le 14 janvier 1580.
Elle meurt en couches, durant l'été 1583, après avoir donné naissance à son troisième enfant Jacob De la Gardie. Elle est enterrée, comme son mari, dans la cathédrale Sainte-Marie de Tallinn, en Estonie, alors sous domination suédoise.

## Postérité
- Brita De la Gardie (Pontusdotter) (1581–1645)
- Johan De la Gardie (Pontusson) (1582–1642), gouverneur général
- Jacob De la Gardie (Pontusson) (1583-1652), grand maréchal de Suède